# 초조본 대방광불화엄경 주본 권74
초조본 대방광불화엄경 주본 권74(初雕本 大方廣佛華嚴經 周本 卷七十四)은 충청북도 단양군에 있는 고려시대의 목판본 불경이다.
1993년 6월 15일 대한민국의 국보 제279호 초조본대방광불화엄경주본 권제74(初雕本大方廣佛華嚴經周本<卷第七十四>)으로 지정되었다가, 2010년 8월 25일 현재의 명칭으로 변경되었다.

## 개요
대방광불화엄경은 줄여서 ‘화엄경’이라고 부르기도 하며, 부처와 중생이 둘이 아니라 하나라는 것을 기본 사상으로 하고 있다. 화엄종의 근본 경전으로 법화경과 함께 한국 불교사상 확립에 크게 영향을 미친 불교경전 가운데 하나이다.
이 책은 당나라 실차난타가 번역한 『화엄경』 주본 80권 중 권 제74에 해당하며, 고려 현종 때(재위 1011∼1031) 부처님의 힘으로 거란의 침입을 극복하고자 만든 초조대장경 가운데 하나이다. 닥종이에 찍은 목판본으로 두루마리처럼 말아서 보관할 수 있도록 되어 있으며, 한 장의 크기는 세로 28.7cm, 가로 46cm이다.
초조대장경은 이후에 만들어진 해인사대장경(재조대장경 또는 고려대장경)과 비교해 볼 때 몇 가지 차이점이 있다. 해인사대장경보다 글자수가 적고 새김이 정교한 반면에 간행연도를 적은 기록은 없으며, 군데군데 피휘(避諱:문장에 선왕의 이름자가 나타나는 경우 공경과 삼가의 뜻으로 글자의 한 획을 생략하거나 뜻이 통하는 다른 글자로 대치하는 것)와 약자(略字)가 나타난다. 또 초조대장경은 책의 장수를 표시하는데 있어서 대체로 ‘장(丈)’자나 ‘폭(幅)’자를 쓰는데 비해 해인사대장경은 ‘장(張)’자로 통일되어 있다.
이 책의 경우에도 ‘경(敬)’,‘경(竟)’,‘경(鏡)’자의 마지막 한 획이 생략되고, 본문의 글자수도 한 행에 14자로 해인사대장경과 차이를 보이고 있다. 인쇄상태나 종이의 질로 보아『초조본대방광불화엄경』주본 권1(국보 제256호), 권29(국보 제257호), 권13(국보 제265호), 권75(국보 제266호)와 같이 11세기에서 12세기 사이에 간행된 것으로 보인다.

## 참고 자료
- 초조본 대방광불화엄경 주본 권74 - 국가유산청 국가유산포털